# Ashrafpur Kichhauchha
Ashrafpur Kichhauchha è una suddivisione dell'India, classificata come nagar panchayat, di 13.420 abitanti, situata nel distretto di Ambedkar Nagar, nello stato federato dell'Uttar Pradesh. In base al numero di abitanti la città rientra nella classe IV (da 10.000 a 19.999 persone).

## Geografia fisica
La città è situata a 26° 25' 33 N e 82° 45' 25 E.

## Società

### Evoluzione demografica
Al censimento del 2001 la popolazione di Ashrafpur Kichhauchha assommava a 13.420 persone, delle quali 6.861 maschi e 6.559 femmine. I bambini di età inferiore o uguale ai sei anni assommavano a 2.879, dei quali 1.469 maschi e 1.410 femmine. Infine, coloro che erano in grado di saper almeno leggere e scrivere erano 6.148, dei quali 3.729 maschi e 2.419 femmine.